# Norberto Odebrecht

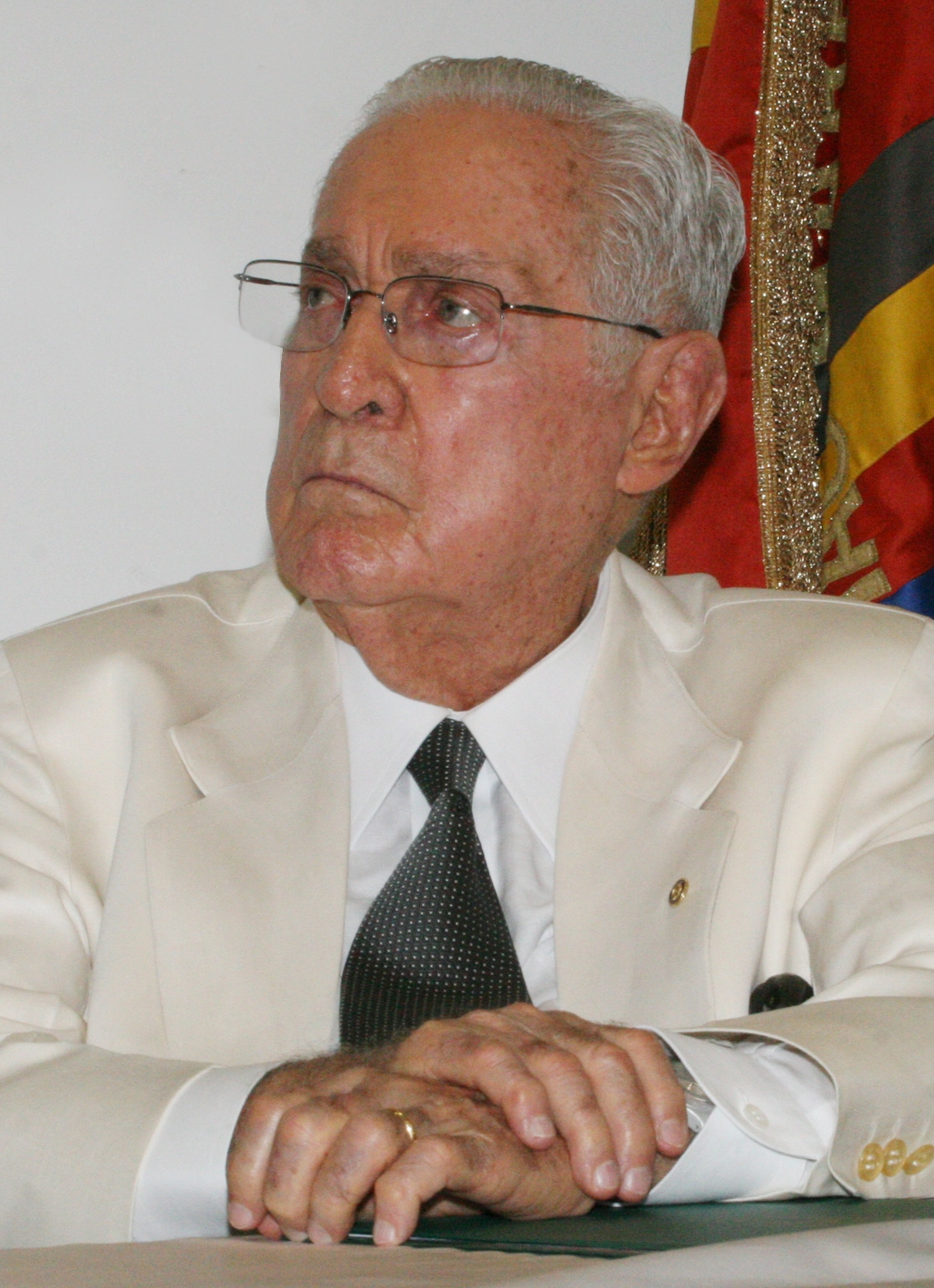
Norberto Odebrecht

Norberto Odebrecht (* 9. Oktober 1920 in Recife; † 19. Juli 2014 in Salvador da Bahia) war ein brasilianischer Ingenieur, Geschäftsmann und Gründer des Baukonzerns Odebrecht. Er studierte an der Polytechnischen Schule von Bahia und gründete 1944 ein Bauunternehmen, aus dem die Odebrecht-Gruppe in Salvador da Bahia entstand. Er war Sohn des Pioniers Emílio Odebrecht und ein Urenkel des 1856 nach Brasilien ausgewanderten Deutschen Emil Odebrecht.
Aus dem Familienunternehmen entstand im Laufe der Zeit ein international agierender Mischkonzern, die Grupo Odebrecht, die in 24 Ländern rund 79.000 Menschen beschäftigt (Stand 2019).